# Hartennes-et-Taux
Hartennes-et-Taux é uma comuna francesa na região administrativa de Altos da França, no departamento de Aisne. Estende-se por uma área de 6,31 km². Em 2010 a comuna tinha 368 habitantes (densidade: 58,3 hab./km²).